# Oued Guir
L'Oued Guir est un oued qui prend sa source dans l'Est Marocain depuis le Jebel Timjnatine, puis se prolonge dans le Sud-Ouest Algérien où il rejoint l'Oued Zouzfana à Igli pour former l'Oued Saoura.

## Présentation
L’Oued Guir prend naissance au sein du Haut Atlas au Maroc, au bord nord du plateau d’Iferda Amejjoud, près de la ville marocaine de Boudnib. L’oued a un parcours au Maroc d’ouest en est, puis, à la frontière entre l'Algérie et le Maroc, prend la direction du sud et entre dans le Sahara algérien.

## Course
L’oued alimente le barrage de Djorf Torba, situé à 50 km environ à l’ouest de Béchar, et le barrage de Kaddoussa a été construit en 2021 côté marocain limitant le flux d’eau qui s’écoule de l’autre côté de la frontière, provoquant une réaction de l'Algérie qui dénonce une volonté d'assécher cette région et de réduire également les apports en eau pour le barrage de Djorf Torba. L'Oued traverse aussi la ville d'Abadla. Il rejoint l’Oued Zouzfana au nord d’Igli. Les deux oueds forment alors l’Oued Saoura. 
Dans son parcours dans le désert algérien, l'Oued Guir longe le bord est de l'Hamada du Guir, plateau rocheux auquel il a donné son nom.

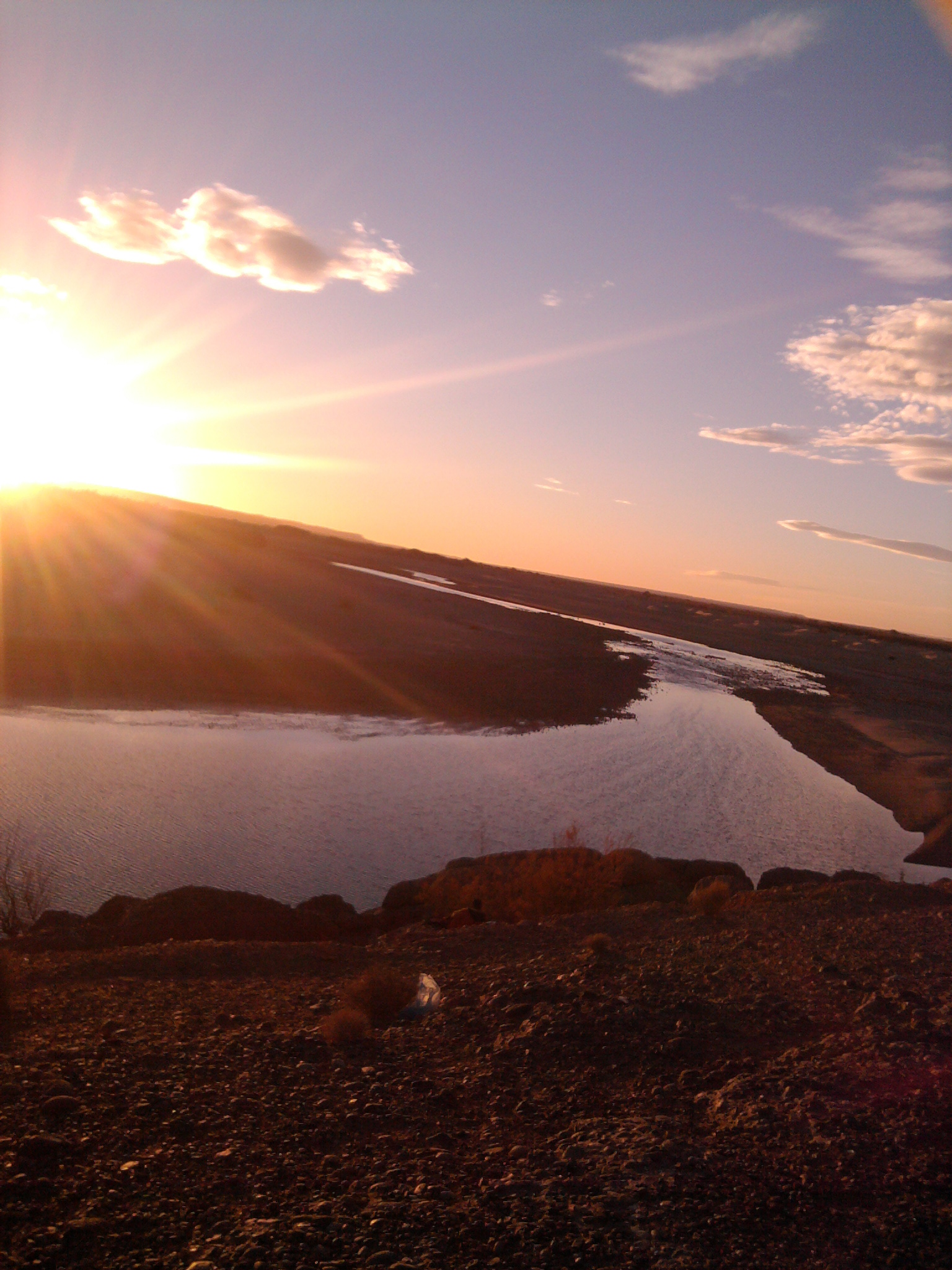
L'oued Guir au Maroc
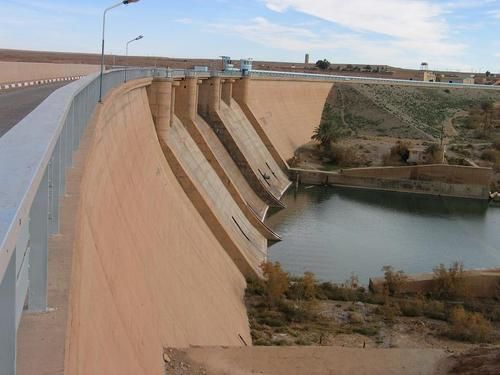
Barrage de Djorf Torba
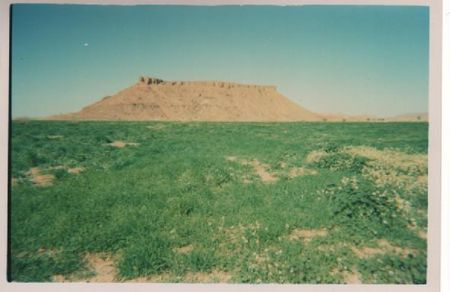
La vallée du Guir en Algérie

## Histoire
L'Oued Guir est peut-être le Ger, mentionné par Pline l'Ancien, à propos de l'expédition menée par Caius Suetonius Paulinus au-delà de l'Atlas à l'époque de Claude ; à proximité vivait, selon Pline, le peuple des Canarii.